# Aeropuerto de las Islas Cocos

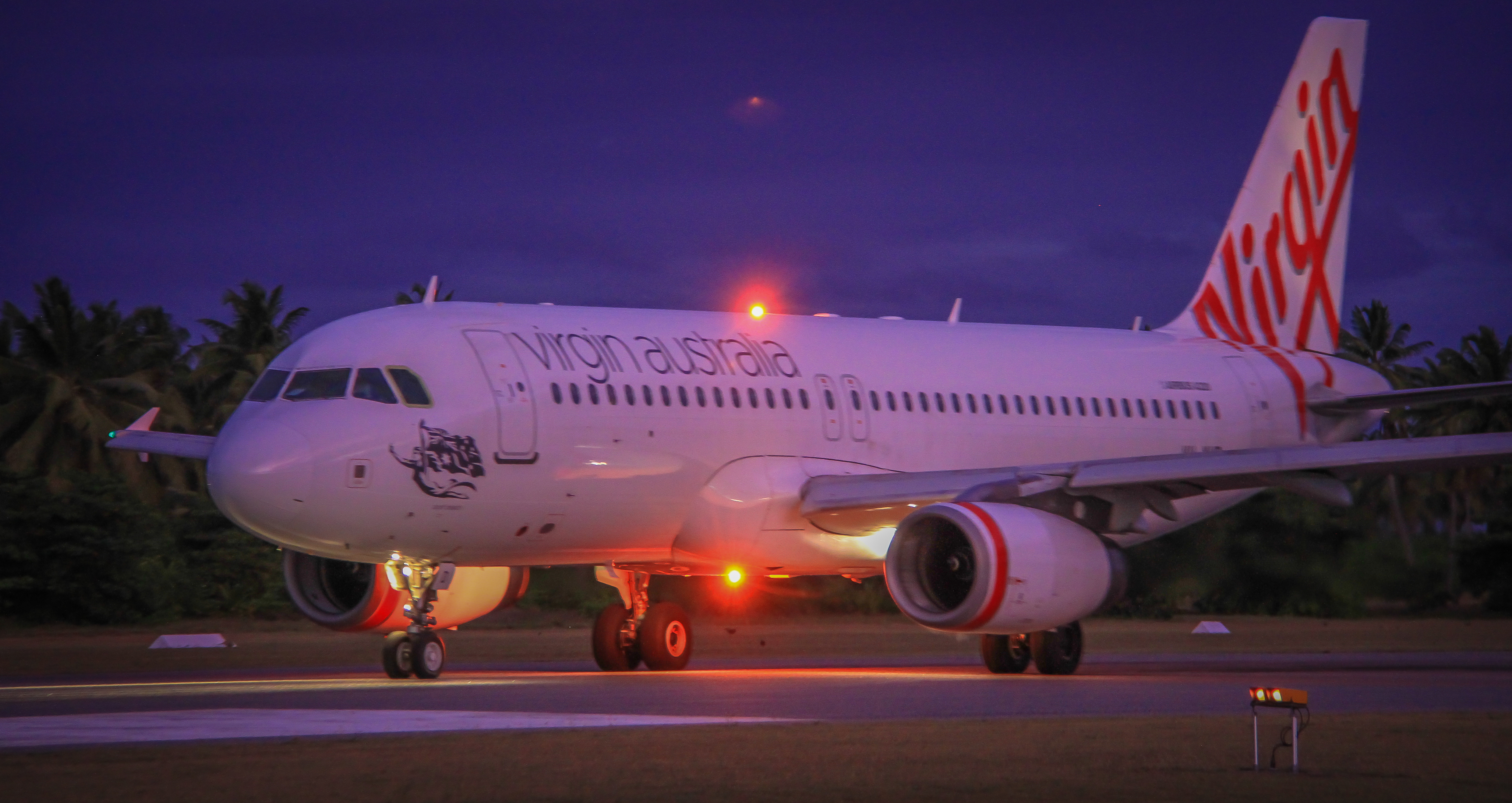
Virgin Australia Regional Airlines Airbus A320 taxiing at Cocos (Keeling) Islands Airport (2017)

El Aeropuerto de las Islas Cocos (en inglés: Cocos (Keeling) Island Airport )  (IATA: CCK, ICAO: YPCC) es un aeropuerto que sirve a las Islas Cocos ( Keeling), un territorio externo de Australia situado en el Océano Índico. El aeropuerto está situado en West Island (Isla oeste), una de las Islas Cocos del Sur y capital del territorio.

## Historia

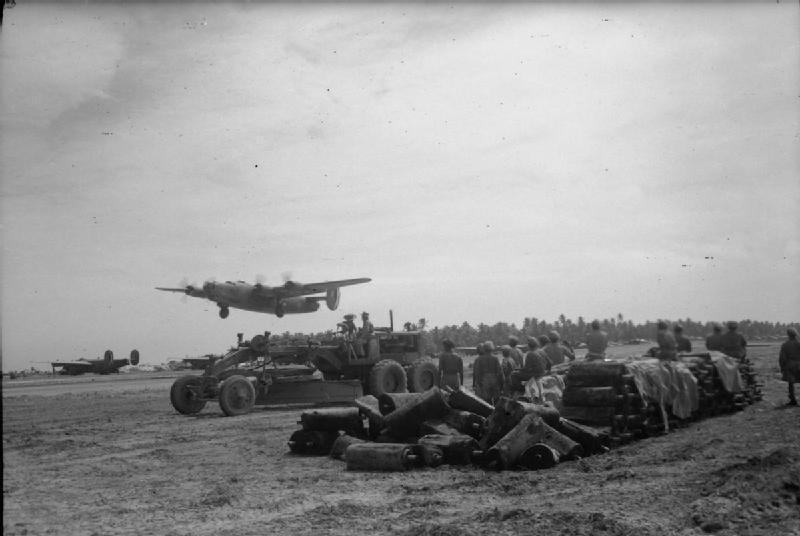
El Liberator británico despega para bombardear aeródromos japoneses en Sumatra

El aeródromo fue construido durante la Segunda Guerra Mundial para apoyar a los aviones Aliados en la guerra contra Japón. Se construyeron dos pistas de aterrizaje y se trasladaron tres escuadrones de bombarderos a las islas para realizar incursiones contra objetivos japoneses en el Sureste de Asia y brindar apoyo durante la planeada reinvasión de la  Malaya y reconquista de Singapur. Los primeros aviones en llegar fueron  Supermarine Spitfire Mk VIIIs de No. Escuadrón 136 RAF. Incluyeron algunos B-24 Liberator bombarderos de No. 321 (Países Bajos) Escuadrón RAF (miembros de las fuerzas holandesas exiliadas que sirven con la Royal Air Force), que también estaban estacionados en las islas.
El aeropuerto tiene una pista, designada como 15/33, con una superficie de asfalto que mide 2.441 m × 45 m ( 8.009 pies x 148 pies) y una altura de 10 pies ( 3 m) sobre el nivel del mar.